# Coppa CEMAC 2008
La Coppa CEMAC 2008 (2008 CEMAC Cup) fu la quinta edizione della Coppa CEMAC, competizione calcistica per nazione organizzata dalla UNIFFAC. La competizione si svolse in Camerun dal 14 giugno al 24 giugno 2008 e vide la partecipazione di sei squadre: Camerun, Ciad, Gabon, Guinea Equatoriale, Rep. Centrafricana e Rep. del Congo.

## Formula
- Qualificazioni

Nessuna fase di qualificazione. Le squadre sono qualificate direttamente alla fase finale.
- Fase finale

Fase a gruppi - 6 squadre, divise in due gruppi da tre squadre, giocano partite di sola andata. Le prime due classificate si qualificano per la fase a eliminazione diretta.
Fase a eliminazione diretta - 4 squadre, giocano partite di sola andata. La vincente si laurea campione CEMAC.

## Squadre partecipanti
| Pr. | Squadra            | Data di qualificazione certa | Partecipante in quanto | Partecipazioni precedenti al torneo | Ultima presenza |
| --- | ------------------ | ---------------------------- | ---------------------- | ----------------------------------- | --------------- |
| 1   | Camerun            | -                            | Qualificata di diritto | 4 (2003, 2005, 2006, 2007)          | Ciad 2007       |
| 2   | Ciad               | -                            | Qualificata di diritto | 4 (2003, 2005, 2006, 2007)          | Ciad 2007       |
| 3   | Rep. del Congo     | -                            | Qualificata di diritto | 4 (2003, 2005, 2006, 2007)          | Ciad 2007       |
| 4   | Gabon              | -                            | Qualificata di diritto | 4 (2003, 2005, 2006, 2007)          | Ciad 2007       |
| 5   | Guinea Equatoriale | -                            | Qualificata di diritto | 4 (2003, 2005, 2006, 2007)          | Ciad 2007       |
| 6   | Rep. Centrafricana | -                            | Qualificata di diritto | 4 (2003, 2005, 2006, 2007)          | Ciad 2007       |

Nella sezione "partecipazioni precedenti al torneo", le date in grassetto indicano che la nazione ha vinto quella edizione del torneo, mentre le date in corsivo indicano la nazione ospitante.

## Fase finale

### Fase a gruppi

#### Gruppo A

##### Classifica
| Pos | Squadra            | P.ti | G | V | N | P | GF | GS | DR |
| --- | ------------------ | ---- | - | - | - | - | -- | -- | -- |
| 1   | Ciad               | 4    | 2 | 1 | 1 | 0 | 4  | 3  | +1 |
| 2   | Camerun            | 3    | 2 | 1 | 0 | 1 | 2  | 2  | 0  |
| 3   | Guinea Equatoriale | 1    | 2 | 0 | 1 | 1 | 2  | 3  | -1 |

##### Risultati
| Yaoundé 14 giugno 2008 | Camerun | 1 – 2 | Ciad |  |

| Yaoundé 16 giugno 2008 | Ciad | 2 – 2 | Guinea Equatoriale |  |

| Yaoundé 18 giugno 2008 | Camerun | 1 – 0 | Guinea Equatoriale |  |

#### Gruppo B

##### Classifica
| Pos | Squadra            | P.ti | G | V | N | P | GF | GS | DR |
| --- | ------------------ | ---- | - | - | - | - | -- | -- | -- |
| 1   | Rep. Centrafricana | 4    | 2 | 1 | 1 | 0 | 5  | 3  | +2 |
| 2   | Rep. del Congo     | 3    | 2 | 1 | 0 | 1 | 2  | 3  | -1 |
| 3   | Gabon              | 1    | 2 | 0 | 1 | 1 | 4  | 5  | -1 |

##### Risultati
| Yaoundé 14 giugno 2008 | Rep. del Congo | 2 – 1 | Gabon |  |

| Yaoundé 16 giugno 2008 | Gabon | 3 – 3 | Rep. Centrafricana |  |

| Yaoundé 18 giugno 2008 | Rep. Centrafricana | 2 – 0 | Rep. del Congo |  |

### Fase a eliminazione diretta

#### Tabellone
|  | Semifinali         | Semifinali         | Semifinali |         |                | Finale             | Finale             | Finale          |  |
|  |                    |                    |            |         |                |                    |                    |                 |  |
|  | Ciad               | Ciad               | 0          |         |                |                    |                    |                 |  |
|  | Ciad               | Ciad               | 0          |         |                |                    |                    |                 |  |
|  | Rep. del Congo     | Rep. del Congo     | 1          |         |                |                    |                    |                 |  |
|  | Rep. del Congo     | Rep. del Congo     | 1          |         | Rep. del Congo | Rep. del Congo     | 0                  |                 |  |
|  |                    |                    |            |         | Rep. del Congo | Rep. del Congo     | 0                  |                 |  |
|  |                    |                    | Camerun    | Camerun | 3              |                    |                    |                 |  |
|  | Rep. Centrafricana | Rep. Centrafricana | Camerun    | Camerun | 3              | 0                  |                    |                 |  |
|  | Rep. Centrafricana | Rep. Centrafricana |            |         |                | 0                  |                    |                 |  |
|  | Camerun            | Camerun            | 1          |         |                | Finale 3º posto    | Finale 3º posto    | Finale 3º posto |  |
|  | Camerun            | Camerun            | 1          |         |                |                    |                    |                 |  |
|  |                    |                    |            |         |                |                    |                    |                 |  |
|  |                    |                    |            |         |                | Ciad               | Ciad               | 0               |  |
|  |                    |                    |            |         |                | Ciad               | Ciad               | 0               |  |
|  |                    |                    |            |         |                | Rep. Centrafricana | Rep. Centrafricana | 2               |  |

#### Semifinali
| Yaoundé 20 giugno 2008 | Ciad | 0 – 1 | Rep. del Congo |  |

| Yaoundé 20 giugno 2008 | Rep. Centrafricana | 0 – 1 | Camerun |  |

#### Finale 3º posto
| Yaoundé 23 giugno 2008 | Ciad | 0 – 2 | Rep. Centrafricana |  |

#### Finale
| Yaoundé 24 giugno 2008 | Rep. del Congo | 0 – 3 | Camerun |  |